# Az eltűntek (film, 2018)
Az eltűntek (eredeti cím: The Vanishing) 2018-as skót pszicho-thriller, melyet Kristoffer Nyholm rendezett, valamint Celyn Jones és Joe Bone írt. A főszereplők Gerard Butler, Connor Swindells és Peter Mullan.
Az Egyesült Királyságban 2019. február 21-én mutatták be, míg Magyarországon március 28-án szinkronizálva, a Vertigo Média Kft. forgalmazásában.
A Flannan-szigeteken készítették, amely az 1900-as évek óta híres a három világítótorony őrének rejtélyes eltűnéséről.
A film történetét megtörtént események ihlették.

## Szereplők
| Szerep           | Színész               | Magyar hang       |
| ---------------- | --------------------- | ----------------- |
| Thomas Marshall  | Peter Mullan          | Borbiczki Ferenc  |
| James Ducat      | Gerard Butler         | Kőszegi Ákos      |
| Donald MacArthur | Connor Swindells      | Márkus Sándor     |
| Boor             | Ólafur Darri Ólafsson | Schneider Zoltán  |
| Locke            | Søren Malling         | Epres Attila      |
| Kenny            | Gary Lewis            | Dézsy Szabó Gábor |
| Duncan           | Ken Drury             | Kajtár Róbert     |

## Cselekmény
Három férfi elkezdi a műszakot a távoli Flannan-szigetek világítótornyában. Donald (Connor Swindells) a legfiatalabb, aki tapasztalatlan és most tanulja a szakmát, James (Gerard Butler) és Thomas (Peter Mullan) személyében. Jamesnek van egy családja, aki várja haza a szárazföldre, míg Thomas mindig gyászolja a saját feleségének és gyermekeinek elvesztését.
Egy nap, amikor a vihar véget ér, a trió felfedez egy partra mosott hajót, egy holttestet és egy faládát. Donaldot kötelekkel leeresztik a sziklákon, hogy ellenőrizze a férfit, aki eszméletlen. ahogy húzzák fel a faládát, a férfi magához tér és megtámadja Donaldot. Önvédelemből Donald egy szikladarabbal fejbe vágja, melytől meghal.
Thomas ellenzi a faláda kinyitását, de ahogy egyedül marad, kinyitja és titokban tartja, amit benne látott.
Végül a másik kettőt is furdalja a kíváncsiság, és felfedezik a több rúdnyi aranyat. Óvatosság és titoktartás ösztönzése érdekében Thomas azt javasolja, hogy a holttestet rejtsék el, az aranyakat vigyék a szárazföldre és egy évig oszoljanak fel nem szólva senkinek se semmiről, majd végül maguk között szétosszák.
Egy másik hajó érkezik két idegennel, Locke-al (Søren Malling) és Boor-al (Ólafur Darri Ólafsson), akik a legénység harmadik tagját keresik. Meghallgatják Thomast, aki elmondja, hogy a protokoll szerint a testet és a rakományt jelentették és elvették. Locke és Boor szabadságot hagynak, de megpróbálják a rádió segítségével kapcsolatba lépni a világítótornyokkal. Thomas és James nem tudnak reagálni a hibás rádiójuk miatt, ezzel feltárva hazugságukat. Az idegenek tüzes bosszúval térnek vissza, és a szigetet egész éjszaka körbe-körbe körözik. Egy erőszakos harcban Jamesnak sikerül megfojtani Boor-t, míg Donald megöli Locke-t egy gyapjú segítségével. Érzékelnek egy másik behatolót is, akit a sötétben elkezdenek üldözni, ám végül James egy horoggal elvágja a torkát. Megdöbbenten felfedezi, hogy a megölt személy valójában egy kisfiú, emlékeztetve őt a fiára.
Miután mind a négy holttestet a tengerbe süllyesztik, a három férfi megpróbálja megtartani a fennmaradó idejüket a szigeten, annak ellenére, hogy a bizalmatlanság és a feszültség egyre erősebbé válik. Különösen James kerül zavarba, melynek hatására bezárkózik a közeli kis kápolnába. Donald nyugtalansága fokozódik, míg végül azt mondja Thomasnak, hogy fogják az aranyat és hagyják itt a szigetet. James hirtelen újra megjelenik, bocsánatot kérve a viselkedéséért. Ahogy jól érzik magukat, James bezárja Thomast a kamrába, és megfojtja Donald-ot. Thomas kitöri az ajtót és leüti Jamest.
Végezetül indulásra készen állnak a szigetről, Thomas és James hajóra szállnak az arannyal. Miután Donald testét a vízbe dobják a fedélzetről, James azt mondja Thomasnak, hogy nem tudja elviselni a bűntudatát, és a vízbe ugrik. Megkéri Thomast, hogy fojtsa a vízbe. Thomas lenyomja a fejét a víz alá, majd egyedül hajózik tovább.

## A film készítése
2016. október 31-én bejelentették, hogy elkészítik az Eltűntek című filmet Kristoffer Nyholm rendezésével, valamint Celyn Jones és Joe Bone forgatókönyvírókkal. A Kodiak Pictures teljes mértékben finanszírozta a filmet a Cross Creek Picturesel együtt, Andy Evans, Ade Shannon és Sean Marley producerekkel. A főszereplők Gerard Butler, Peter Mullan és Connor Swindells lettek, mint James, Thomas és Donald. A filmet igaz történet alapján készítették, mint a megoldatlan 1900-as Flannan Isles Lighthouse rejtély.
A film forgatása 2017. április közepén kezdődött Galloway-ben (Skócia). A helyszínek között szerepel többek között Mull of Galloway, Port Logan kikötő, Killantringan világítótorony, Portpatrick és Corsewall Lighthouse, amely Stranraer közelében található.